# ISO 3166-2:MR
ISO 3166-2:MR is een ISO-standaard met betrekking tot de zogenaamde geocodes. Het is een subset van de ISO 3166-2 tabel, die specifiek betrekking heeft op Mauritanië.
De gegevens werden tot op 26 november 2018 geüpdatet op het ISO Online Browsing Platform (OBP). Hier worden 15 regio’s - region (en) / région (fr) / wilaya (ar) – gedefinieerd.
Volgens de eerste set, ISO 3166-1, staat MR voor Mauritanië, het tweede gedeelte is een tweecijferig nummer (met voorloopnullen) en voor het district een drieletterige code.

## Codes
| Code  | Naam Arabisch            | Naam Frans       |
| ----- | ------------------------ | ---------------- |
| MR-07 | Adrar                    |                  |
| MR-03 | Assaba                   |                  |
| MR-05 | Brakna                   |                  |
| MR-08 | Dakhlet Nouâdhibou       |                  |
| MR-04 | Gorgol                   |                  |
| MR-10 | Guidimaka                |                  |
| MR-01 | Hodh ech Chargui         |                  |
| MR-02 | Hodh el Gharbi           |                  |
| MR-12 | Inchiri                  |                  |
| MR-13 | Nuwākshūţ al Gharbīyah   | Nouakchott Ouest |
| MR-15 | Nuwākshūţ al Janūbīyah   | Nouakchott Sud   |
| MR-14 | Nuwākshūţ ash Shamālīyah | Nouakchott Nord  |
| MR-09 | Tagant                   |                  |
| MR-11 | Tiris Zemmour            |                  |
| MR-06 | Trarza                   |                  |